# Pintor de Belerofonte
El Pintor de Belerofonte  fue uno de los primeros ceramógrafos áticos de figuras negras. Su periodo de actividad se sitúa entre el 630 y el 600 a. C.
Fue contemporáneo del Pintor de Neso, cuya importancia y clase artística al que no logró equipararse. Sus obras conocidas son dos ánfora de cuello, una describe a Belerofonte, y la otra una quimera. Ambos fueron encontradas en Vari y se conservan en el Museo Arqueológico Nacional en Atenas (Inv. 16389 y 16391). Una característica llamativa suya y de las obras de sus contemporáneos trabajos es el hábito de rellenar las zonas pintadas con muchas figuras y ornamentos que sólo se distinguen con dificultad. Sus obras se caracterizan porque el cuello de la vasija también está pintado, pero no por una adecuada fuerza del diseño.